# Farhat Dachraoui
Farhat Dachraoui (arabe : فرحات الدشراوي), né en 1928 à Nebeur et mort le 18 octobre 2007 à Tunis, est un universitaire, historien, syndicaliste et homme politique tunisien.
Il est ministre des Affaires sociales dans le gouvernement de Hédi Nouira entre 1971 et 1974.

## Biographie
Après des études secondaires au Collège Sadiki, il obtient une agrégation d'arabe en 1953 et un doctorat d'État en histoire médiévale soutenu à la Sorbonne en 1970.
Au début de son parcours, il enseigne dans des établissements secondaires avant de rejoindre l'université de Tunis vers la fin des années 1960.
Professeur d'histoire de la civilisation arabo-musulmane du Moyen Âge à la faculté des sciences humaines et sociales de Tunis, il publie plusieurs travaux sur les Fatimides et la civilisation andalouse.
Membre fondateur de l'Association des études andalouses, il est membre du bureau exécutif de la centrale syndicale de l'Union générale tunisienne du travail puis ministre des Affaires sociales entre 1971 et 1974.

## Distinctions
- Grand cordon de l'ordre de la République (Tunisie)[5].

## Publications
- Histoire de la Tunisie : le Moyen Âge, Tunis, Société tunisienne de diffusion, 1965 (réimpr. Sud Éditions, Tunis, 2005) (avec Mohamed Talbi, Hichem Djaït, Abdelmajid Douib et M'hamed Ali M'rabet).
- Le Califat fatimide au Maghreb, 296-362/909-973 : histoire politique et institutions, Tunis, Société tunisienne de diffusion, 1981, 579 p.
- Bourguiba : pouvoir et contre-pouvoir, Tunis, Nirvana, 2013, 190 p. (ISBN 978-9973-855-56-5)[6].